# Агамурадов, Низамеддин Агамурад оглы
Низамедин Агамурадович Агамурадов (азерб. Nizaməddin Ağamurad oğlu Ağamuradov; 15 февраля 1935, Кусарский район — 2018, Баку) — советский азербайджанский нефтяник, Герой Социалистического Труда (1971).

## Биография
Родился 15 февраля 1935 года в лезгинском селе Хурай Кусарского района Азербайджанской ССР. Рано потерял родителей, воспитывался в детском доме города Кусары.
Окончил Бакинский нефтяной техникум и Азербайджанский институт нефти и химии имени Азизбекова.
Начал трудовую деятельность в 1953 году помощником оператора на 39-й установке Бакинского нефтеперерабатывающего завода имени А. Караева. Позже — оператор, старший оператор и начальник 39-й установки этого же завода. В 1981—1984 годах — начальник Управления автозаправочных станций города Баку, с 1984 по 1991 год — инженер управления Азербайджанского Государственного Топливного Комитета.
Низамеддин Агамурадов проявил себя на работе умелым трудящимся, опытным рационализатором и передовым рабочим. Агамурадов тщательно изучал строение установки, её технологический процесс, набирался опыта от более опытных рабочих. Секрет Агамурадова по получению высоких результатов заключался в постоянном наблюдении за процессом производства и недопуске различных сбоев. Нефтепереработчик очень ответственно относился к своей работе: принимая вахту, он обязательным образом тщательно проверял агрегаты, емкости и записи в дежурном журнале. По итогам восьмой пятилетки установка № 39, при непосредственном участии Агамурадова, перевыполнила план, только в 1970 году продав государству 30 поездов нефтепродуктов и дав сверх плана тысячи тонн бензина, белой нефти и лигроина. Девятая пятилетка у Агамурадова прошла не менее успешно: более 30-ти рационализаторских предложений начальника установки были воплощены в жизнь, следствием чего стало производства более 150 тысяч тонн качественной нефтяной продукции; на тот момент 150 тысяч тонн нефтяной продукции равнялось годовому запасу нефтепродуктов 1000 автомобилей. На протяжении десятой пятилетки Агамурадов и рабочие его установки отважно трудились для досрочного выполнения плана к 110-летию со дня рождения Ленина и 60-летию Советского Азербайджана.
Указом Президиума Верховного Совета СССР от 20 апреля 1971 года за выдающиеся успехи, достигнутые в выполнении производственных заданий пятилетнего плана, внедрение передовых методов труда идостижение высоких технико-экономических показателей в нефтеперерабатывающей и нефтехимической промышленности Агамурадову Низамеддину Агмурад оглы присвоено звание Героя Социалистического Труда с вручением ордена Ленина и золотой медали «Серп и Молот».
Активно участвовал в общественной жизни Азербайджана. Член КПСС с 1958 года. Делегат XXVIII и XXIX съездов КПСС. Член ЦК Компартии Азербайджана.
Проживал в городе Баку, 21 февраля 2003 года Указом Президента Азербайджанской Республики Низамеддину Агамурадову присвоена почётная стипендия Президента.
Скончался в сентябре 2018 года.